# Modec
Modec – brytyjski producent elektrycznych samochodów dostawczych z Coventry wytwarzający pojazdy w latach 2007-2011. Jedynym produktem sprzedawanym na kontynentach: europejskim i amerykańskim był całkowicie elektryczny pojazd dostawczy z silnikiem o mocy 70 kW, o zasięgu ok. 160 km, prędkości maksymalnej 80 km/godz. Podczas hamowania część energii kinetycznej była odzyskiwana. W Wielkiej Brytanii pojazdy zakupiło m.in. Tesco oraz UPS i FedEx. Pojazd był oferowany w Europie i w Stanach Zjednoczonych.
Cena wynosiła od ok. 23.000 GBP, poprzez 35.000 GBP (baterie w leasingu) do 55.000 GBP.
Po upadku firmy, co nastąpiło w 2011, prawa do produktu zostały odsprzedane amerykańskiej firmie Navistar International. Część fachowców od produkcji elektrycznych pojazdów dostawczych przeszła do innej formy z tego segmentu.

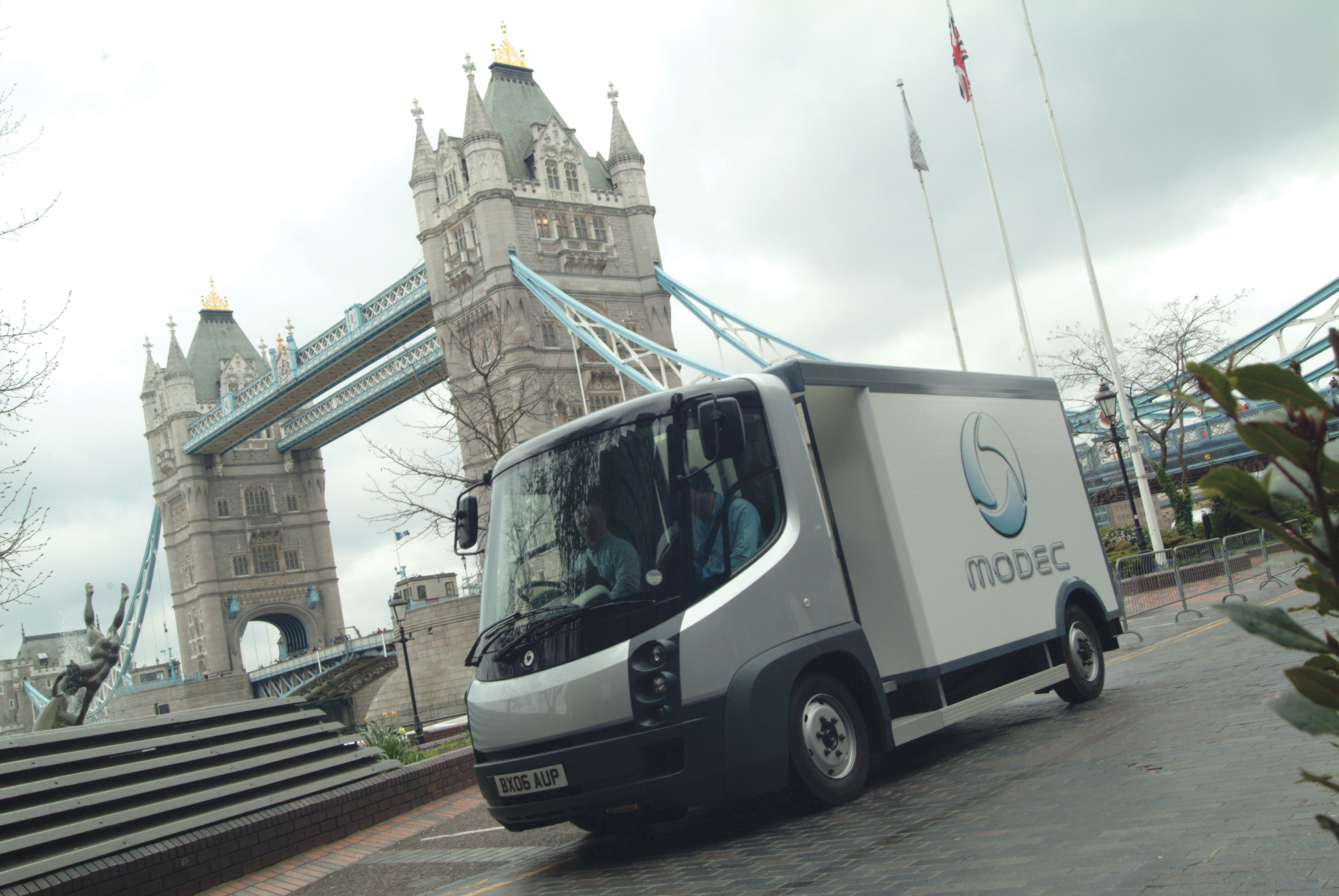
Samochód Modec w Londynie.
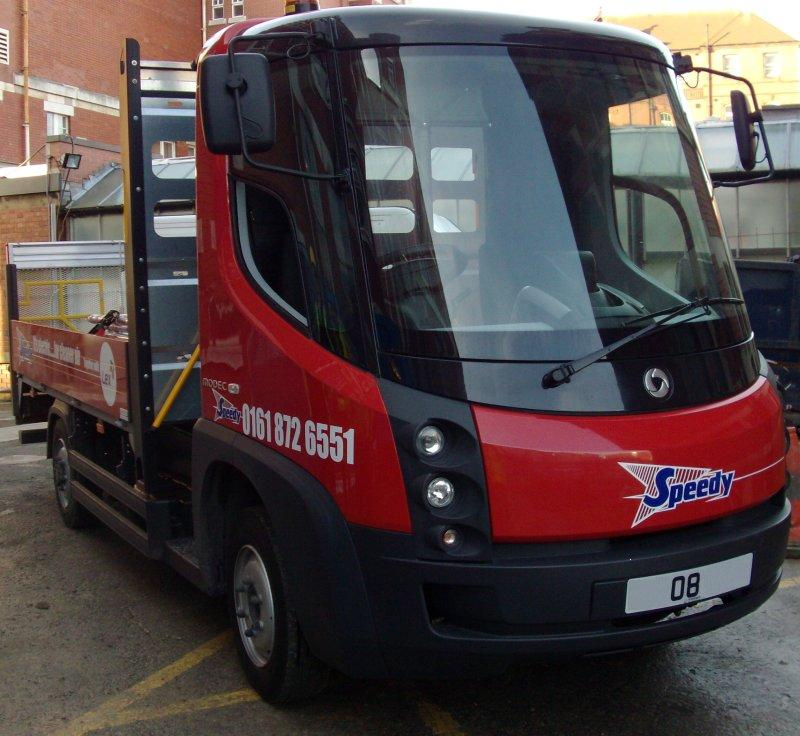
Modec w Manchesterze w grudniu 2008 roku. Wersja skrzyniowa.
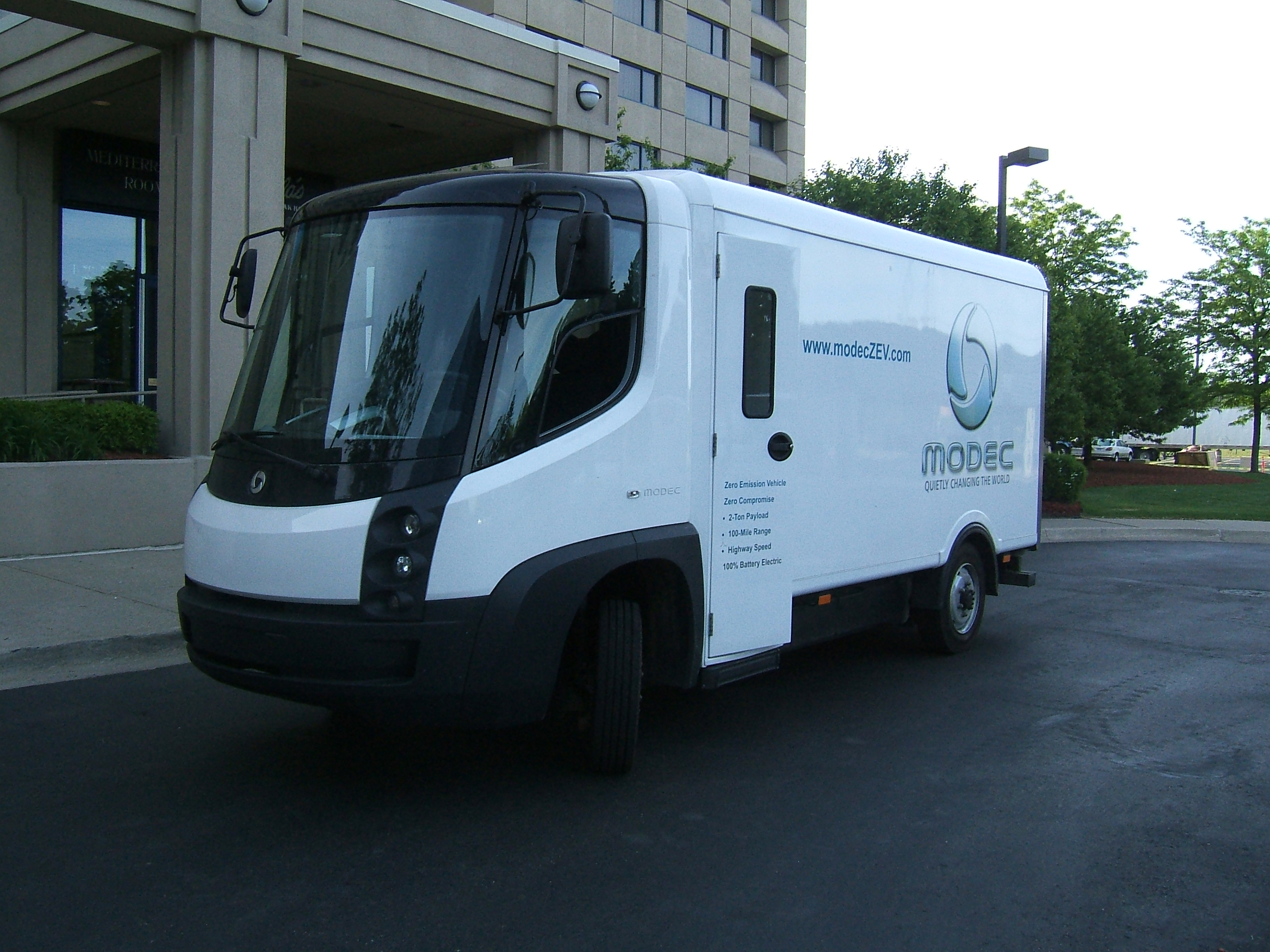
Wersja zabudowana.
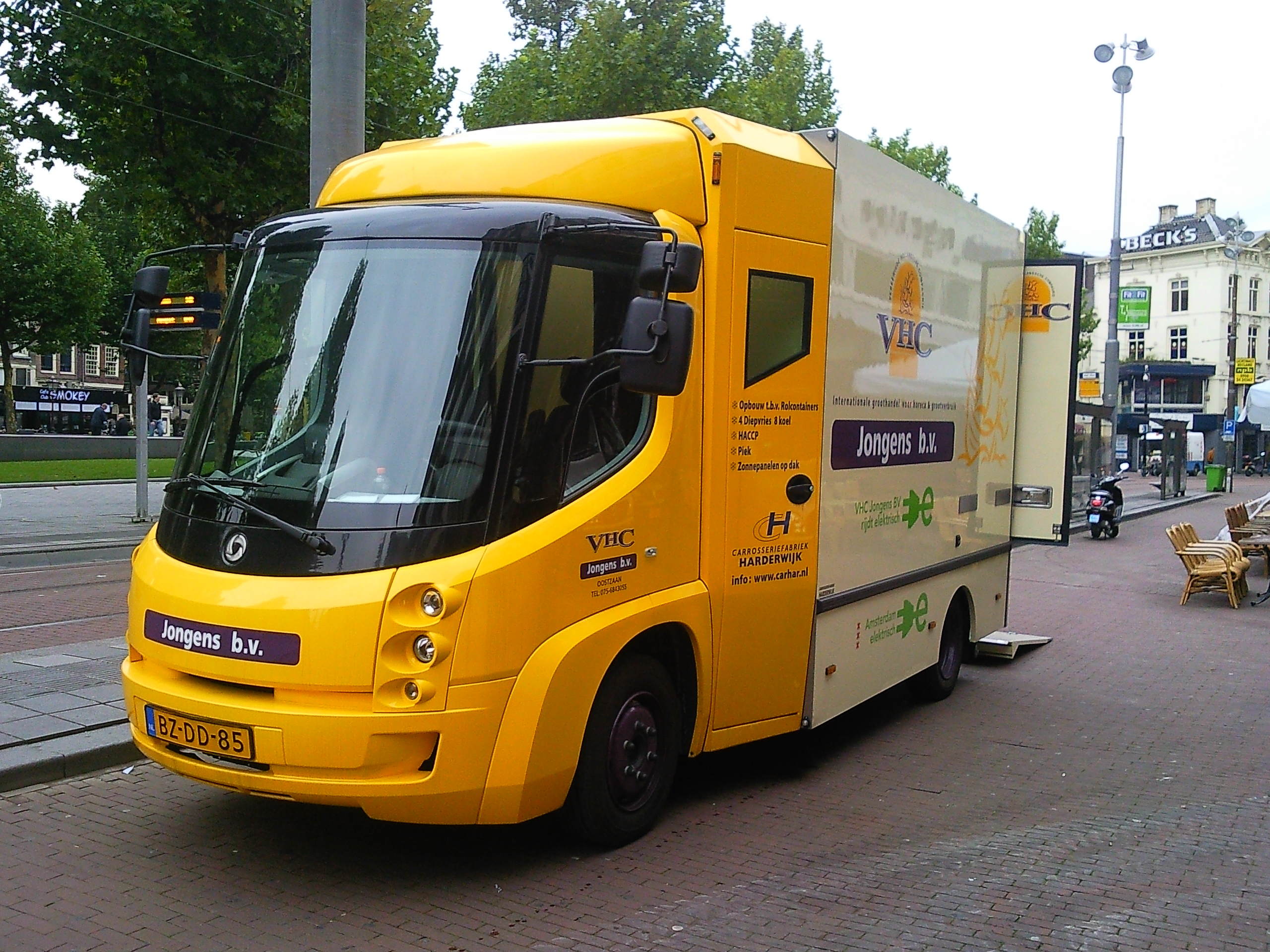
Modec w Amsterdamie.
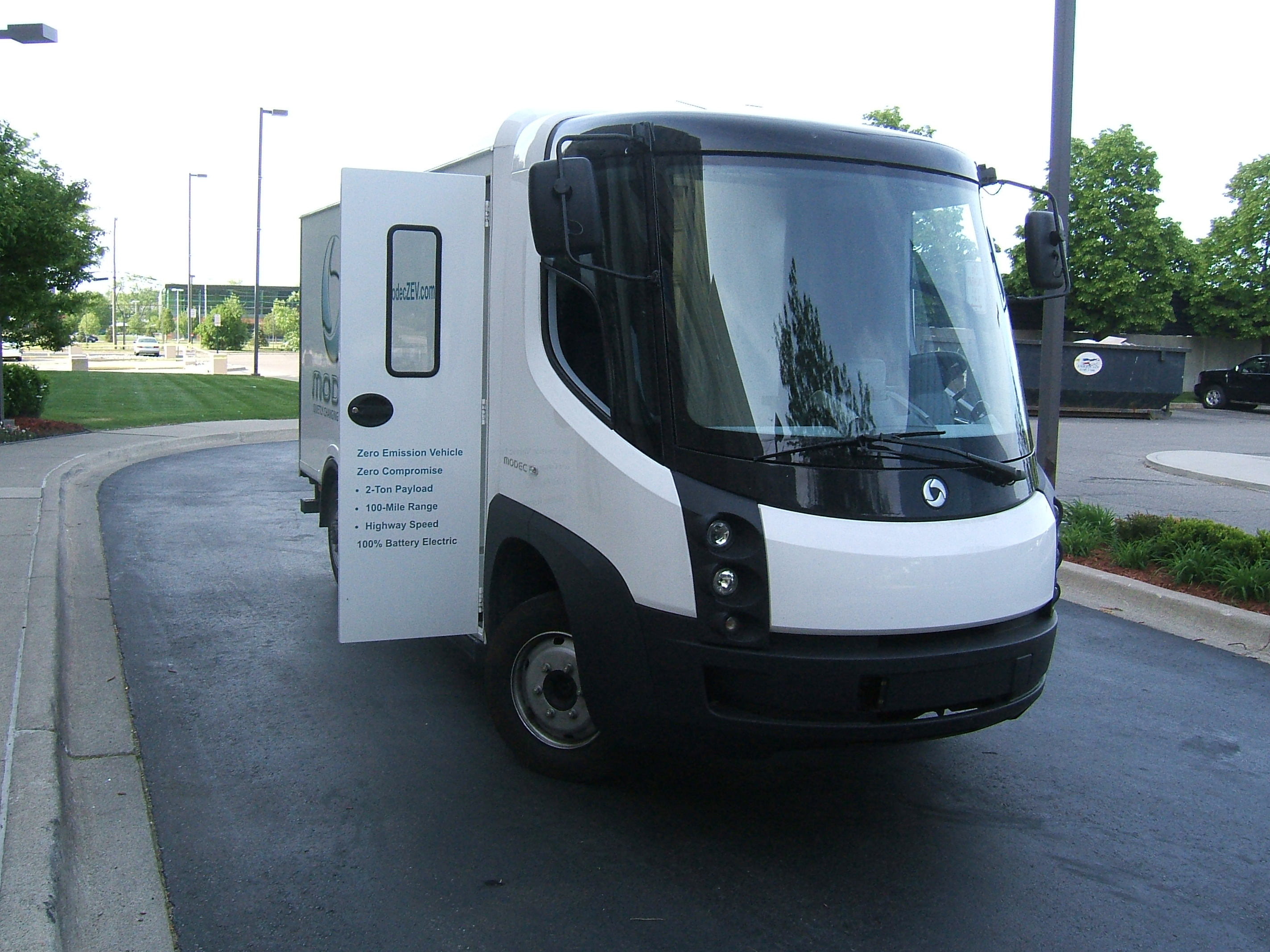
Wersja z kierownicą po lewej stronie.
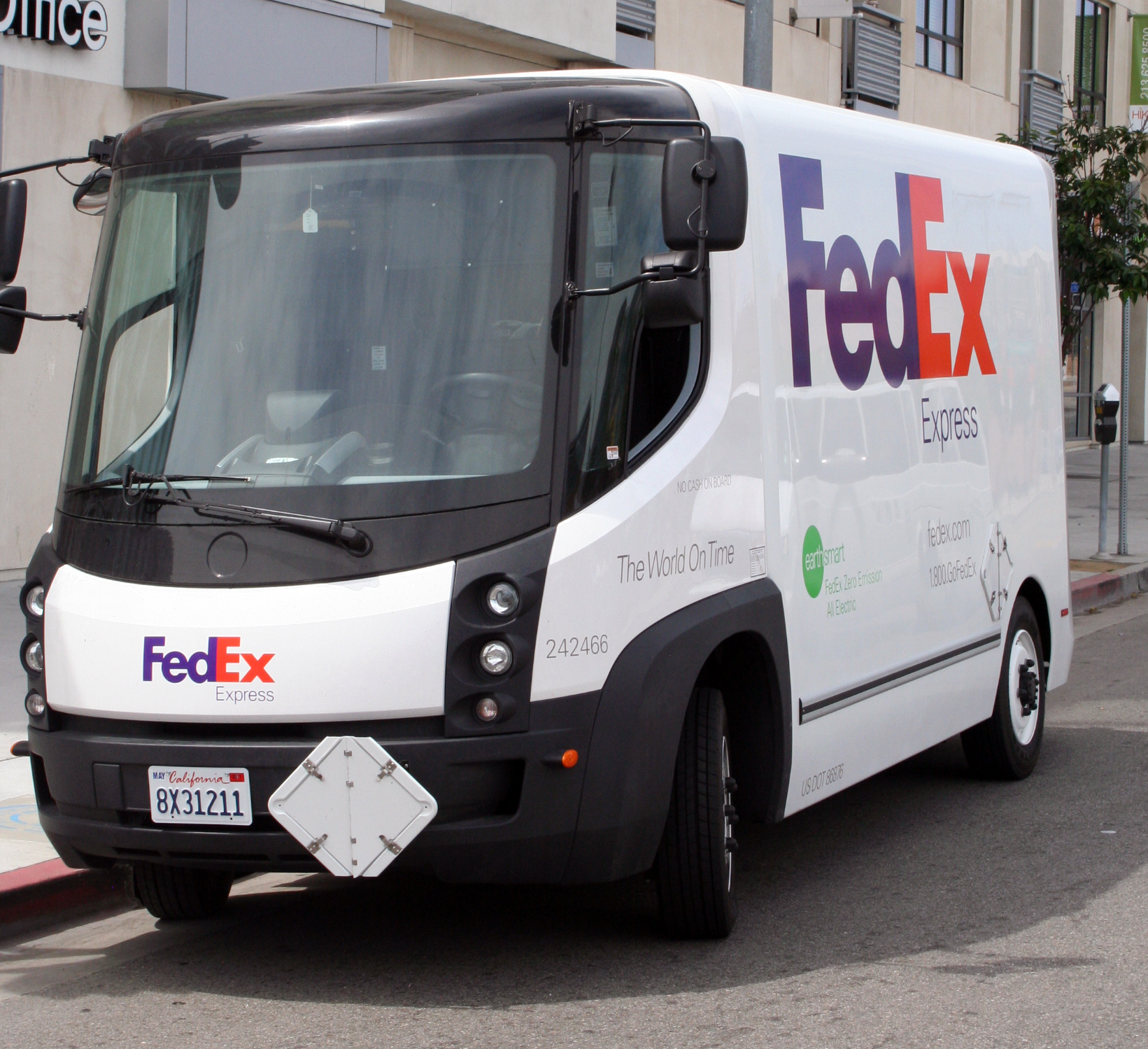
W Los Angeles - pojazd licencyjny
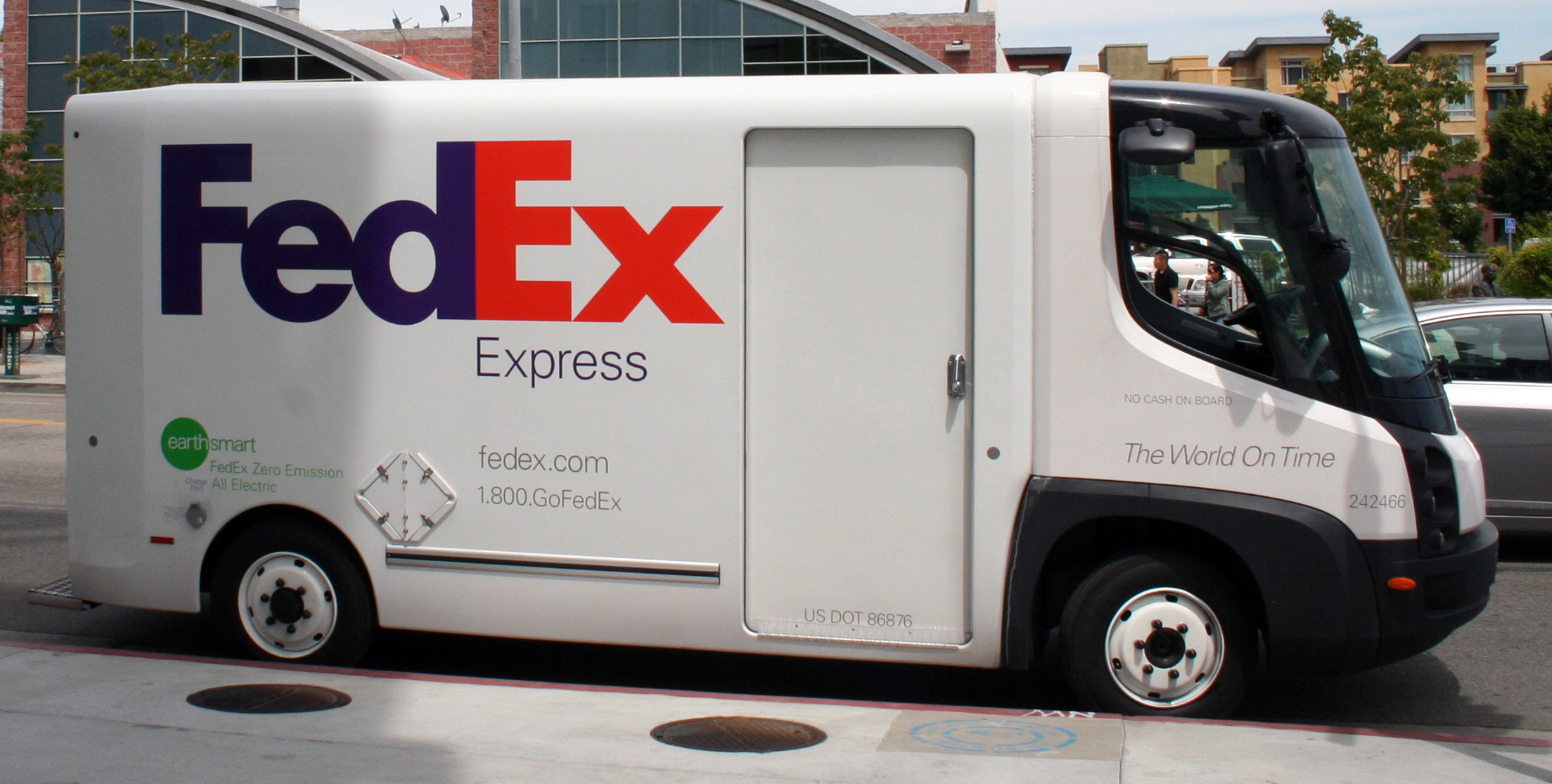
Widok prawej strony samochodu. Zauważmy położenie drzwi wejściowych.
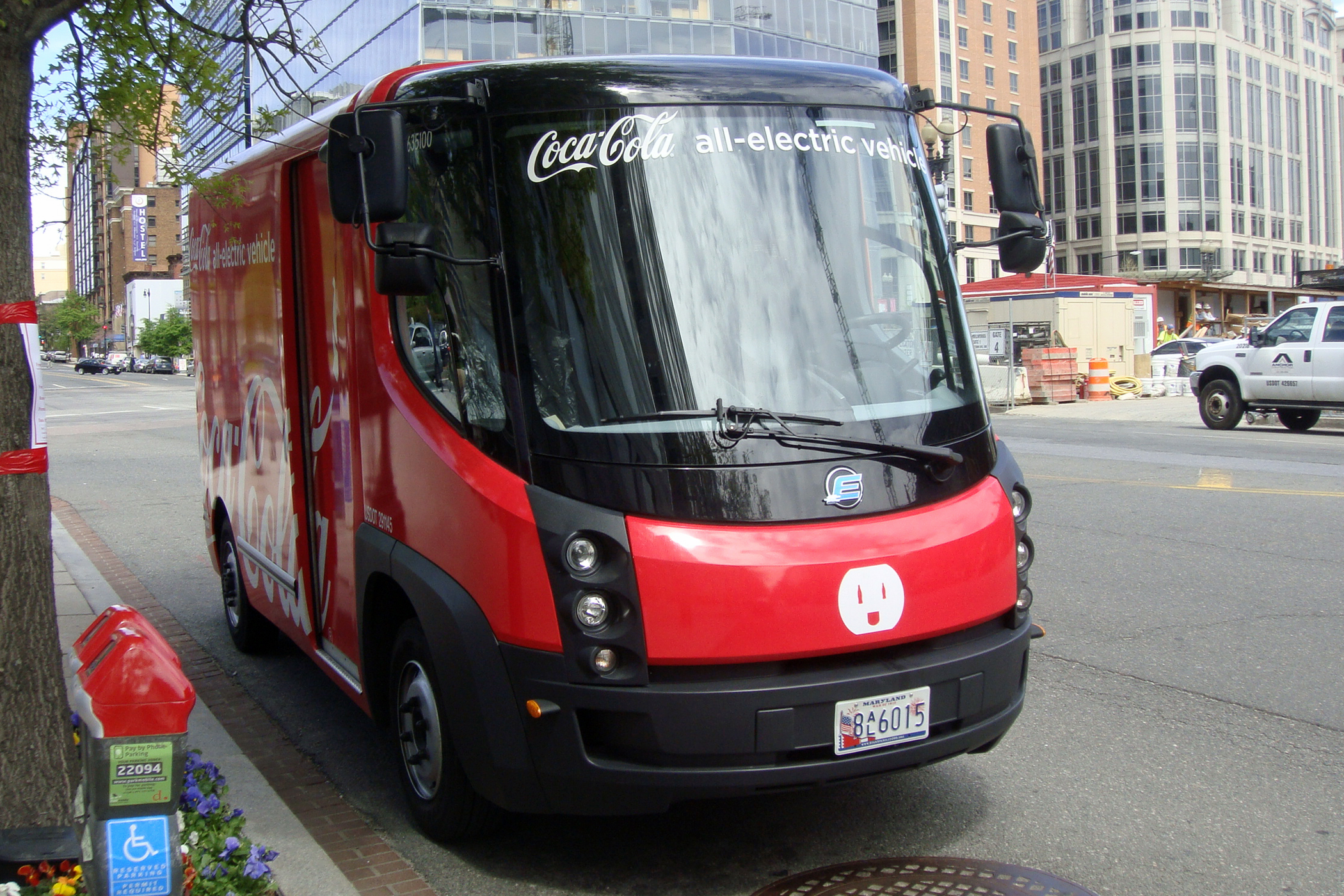
Amerykański pojazd licencyjny.
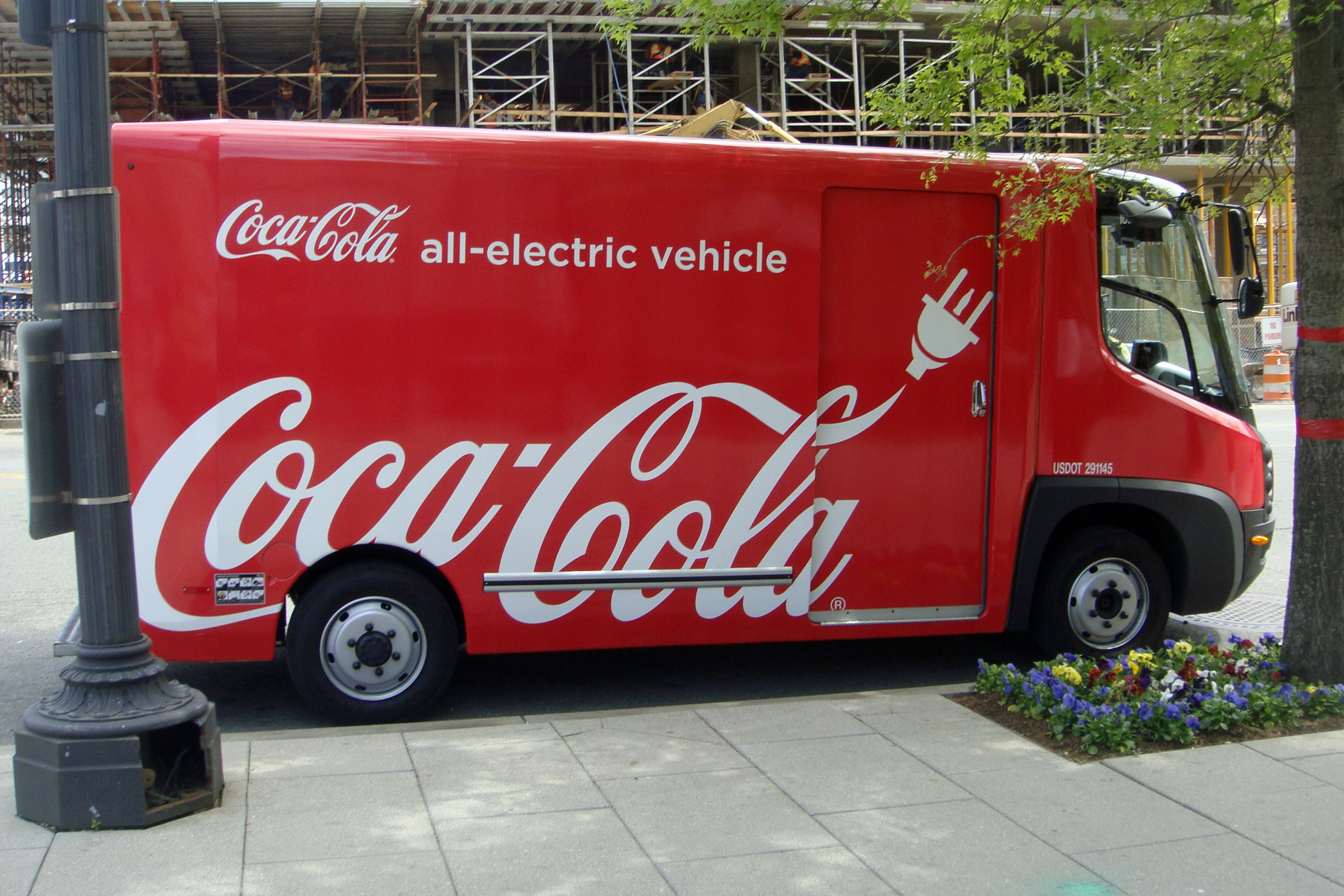
Widok z boku.
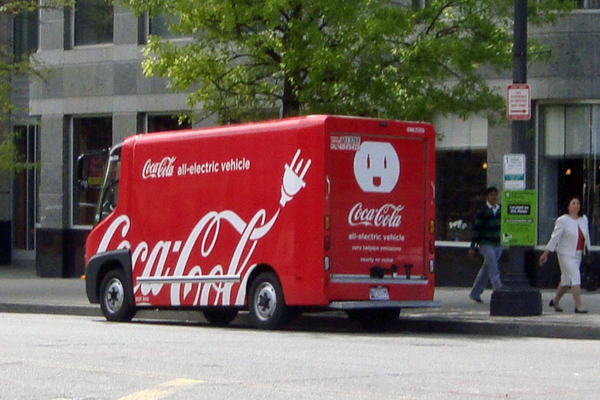
Pojazd w USA w 2012 roku.